# Cena Daytime Emmy
Cena Daytime Emmy představuje každoročně udělované americké televizní ocenění televizním denním programům. Ceremoniály se konají v květnu nebo v červnu. Cena Emmy se považuje za ekvivalent Oscarů (film), Grammy Award (hudba), Tony Award (divadlo).
Ceny Emmy jsou členěny do více odvětvích amerického televizního průmyslu a jsou předávány na rozdílných každoročních ceremoniích během celého roku. Nejznámějšími předáváními jsou Cena Emmy a Cena Daytime Emmy, které hodnotí výjimečnou práci v americkém zábavném programu v průběhu dne a večera. Mezi další známé ceremonie cen Emmy patří ty, které hodnotí sportovní vysílání, národní televizní zprávy a dokumentární pořady, národní pracovní a finanční zprávy a technologické a inženýrské úspěchy v televizi.
První cena Daytime Emmy byla udělena v 28. května 1974 při premiérovém slavnostním ceremoniálu v Rockefeller Plaza v New Yorku.

## Ceremoniály
- Cena Emmy – oceňují herce, režiséry, scenáristy a pořady v hlavním čase amerického vysílání. Ceremonie se většinou koná v měsíci září.
- Cena Daytime Emmy – oceňují pořady, herce, moderátory, scenáristy, režiséry a španělské programy, vysílané od 2:00 do 18:00 hodin.
- Sports Emmy – oceňují sportovní pořady, dokumenty, studiové show, sportovní akce, střih, kameru, studiové týmy, osobnosti sportovního dění (reportéry, moderátory…).
- News & Documentary Emmy– oceňují noviny, novináře, historické programy, informativní programy, ekonomické reportáže, umění, vědu, dokumenty.
- Technology & Engineering Emmy – oceňují vývoj v technologie, individuálně nebo za společnost.
- International Emmy – oceňují programy vysílané mimo Spojené státy: programy, herce, seriály, dokumenty, telenovely, TV filmy, minisérie…
- Regional Emmy – tzv. Regionální cena Emmy oceňuje místní vysílané show a místní noviny.

## Kategorie

### Cena Daytime Emmy

#### Pořady
- Nejlepší dramatický seriál
- Nejlepší nový přístup – dramatický seriál
- Nejlepší soutěžní pořad (diváci se podílí)
- Nejlepší talk show (v roce 2007 rozdělena do dvou kategorií)
- Nejlepší talk show – zábava
- Nejlepší talk show – informace
- Nejlepší právnický/soudní pořad
- Nejlepší ranní pořad
- Nejlepší kulinářský pořad
- Nejlepší novinky ze zábavního průmyslu
- Nejlepší speciál

#### Herectví
- Nejlepší herec v hlavní roli – dramatický seriál
- Nejlepší herečka v hlavní roli – dramatický seriál
- Nejlepší herec ve vedlejší roli – dramatický seriál
- Nejlepší herečka ve vedlejší roli – dramatický seriál
- Nejlepší mladý herec – dramatický seriál
- Nejlepší mladá herečka – dramatický seriál
- Nejlepší speciální host – dramatický seriál

#### Moderování
- Nejlepší moderátor soutěžní show
- Nejlepší moderátor talk show (v roce 2014 rozdělo do dvou kategorií
- Nejlepší moderátor talk show – zábava
- Nejlepší moderátor talk show – informace
- Nejlepší moderátor kulinářské show

#### Scénář/Režie
- Nejlepší scenárista – dramatický seriál
- Nejlepší režisér – dramatický seriál

#### Španělský program/talent
- Nejlepší ranní program ve španělštině
- Nejlepší zábavný program ve španělštině
- Nejlepší denní talent ve španělštině

### Cena Creative Arts Daytime Emmy

#### Casting
- Castingový režisér – dramatický seriál
- Casting – animovaný seriál nebo speciál

#### Editace zvuku a mix
- Zvuk – dramatický seriál
- Zvuk – seriál
- Editace zvuku – animace
- Editace zvuku – živá akce
- Mix zvuku – animace
- Mix zvuku – živá akce

#### Hudba
- Hudba – dramatický seriál
- Hudba – seriál
- Originální písnička – dramatický seriál
- Originální písnička – seriál
- Originální písnička – úvodní znělka a promo

#### Kostýmy
- Kostýmy – dramatický seriál
- Kostýmy – seriál

#### Make-up
- Make-up – dramatický seriál
- Make-up – seriál

#### Nový způsob
- Nový způsob – povýšení na denní pořad nebo seriál
- Nový způsob – původní denní pořad nebo seriál

#### Pořad
- Nejlepší dětský animovaný pořad
- Nejlepší dětský animovaný pořad pro předškolní věk
- Nejljepší dětský seriál
- Nejlepší seriál pro předškolní věk
- Nejlepší speciál pro děti/mladá a rodiny (odstraněn v roce 2008)
- Nejlepší lifestylový pořad
- Nejlepší animovaný pořad – speciální
- Nejlepší seriál – speciální
- Nejlepší krátký formát denního program u – speciální
- Nejlepší cestopisný pořad

#### Promo oznámení
- Promo oznámení – epizodní
- Promo oznámení – institucionální

#### Režie
- Režie – animovaný pořad (2008-)
- Režie – dětský seriál
- Režie – soutěžní pořad (zrušen v roce 2006)
- Režie – lifestylového/kulinářského/cestopisného pořadu
- Režie – talk show/ranního pořad
- Režie – speciální pořad

#### Scénář
- Nejlepší scénář v animovaném pořadu (1992-1994,2009-)
- Nejlepší scénář v dětském seriálu
- Nejlepší animovaný pořad pro předškolní věk
- Scánř – speciální pořad

#### Střih
- Multiple kamera – Střih – dramatický seriál
- Multiple kamera – Střih – seriál
- Single kamera – střih – seriál

#### Světla
- Světla – dramatický seriál
- Světla – seriál

#### Umělecký směr
- Umělecký směr/dekorace na natáčení/design – dramatický seriál
- Umělecký směr/dekorace na natáčení/design – seriál

#### Vlasové účesy
- Vlasové účesy – dramatický seriál
- Vlasové účesy – seriál

#### Vystupující
- Moderátor v lifestylovém/cestopisném pořadu
- Vystupující v animovaném pořadu
- Vystupující v dětském seriálu
- Vystupující v dětském/mladistvém na rodiny zaměřeném speciálu (1989–2007)

#### Technický směr
- Nejlepší single-camera
- Nejlepší technický tým – dramatický seriál
- Nejlepší technický tým – seriál

## Ceremoniály
| Ročník | Datum                                                              | Moderátor                                                                 | Stanice              | Místo konání                                     |
| ------ | ------------------------------------------------------------------ | ------------------------------------------------------------------------- | -------------------- | ------------------------------------------------ |
| 43.    | 1. května 2016 29. dubna 2016 (Cena Creative Arts)                 |                                                                           |                      | Westin Boneventure Hotel and Suites, Los Angeles |
| 42.    | 26. dubna 2015                                                     | Tyra Banks                                                                | POP                  | Warner Bros. Studios, Burbank, Kalifornie        |
| 41.    | 22. června 2014                                                    | Kathy Griffin                                                             | Internetové vysílání | Beverly Hilton Hotel, Kalifornie                 |
| 40.    | 16. června 2013                                                    | nikdo (před show A.J. Hammer/Christi Paul)                                | HLN                  | Beverly Hilton Hotel, Kalifornie                 |
| 39.    | 23. června 2012                                                    | nikdo (před show A.J. Hammer/Nischelle Turner)                            | HLN                  | Beverly Hilton Hotel, Kalifornie                 |
| 38.    | 19. června 2011                                                    | Wayne Brady                                                               | CBS                  | Las Vegas                                        |
| 37.    | 27. června 2010                                                    | Regis Philbin                                                             | CBS                  | Las Vegas Hilton, Nevada                         |
| 36.    | 30. srpna 2009 (ceremoniál) 29. srpna 2009 (Cena Creative Arts)    | Vanessa L. Williams                                                       | CW                   | Orpheum Theatre, Los Angeles                     |
| 35.    | 20. června 2008 (ceremoniál) 13. června 2008 (Cena Creative Arts)  | Cameron Mathison/Sherri Shepherd                                          | ABC                  | Dolby Theatre, Los Angeles                       |
| 34.    | 15. června 2007                                                    | nikdo                                                                     | CBS                  | Dolby Theatre, Los Angeles                       |
| 33.    | 28. dubna 2006 (ceremoniál) 22. dubna 2006 (Cena Creative Arts)    | Tom Bergeron/Kelly Monaco                                                 | ABC                  | Dolby Theatre, Los Angeles                       |
| 32.    | 20. května 2005 (ceremoniál) 14. května 2005 (Cena Creative Arts)  | Deidre Hall/Eric Braeden                                                  | CBS                  | Radio City Music Hall, New York                  |
| 31.    | 21. května 2004 (ceremoniál) 15. května 2004 (Cena Creative Arts)  | Vanessa Marcil                                                            | NBC                  | Radio City Music Hall, New York                  |
| 30.    | 16. května 2003                                                    | Wayne Brady                                                               | ABC                  | Radio City Music Hall, New York                  |
| 29.    | 17. května 2002                                                    | Bob Baker                                                                 | CBS                  | The Theater, Madison Square Garden, New York     |
| 28.    | 18. května 2001                                                    | Kathie Lee Gifford                                                        | NBC                  | Radio City Music Hall, New York                  |
| 27.    | 19. května 2000 (ceremoniál) 13. května 2000 (Creative Arts Award) | Susan Lucci                                                               | ABC                  | Radio City Music Hall, New York                  |
| 26.    | 21. května 1999 (ceremoniál) 15. května 1999 (Cena Creative Arts)  | Oprah Winfrey                                                             | CBS                  | The Theater, Madison Square Garden, New York     |
| 25.    | 15. května 1998                                                    | Leeza Gibbons/Peter Reckell/Joe Barbara/Jason Winston George              | NBC                  |                                                  |
| 24.    | 21. května 1997                                                    | Susan Lucci/Regis Philbin                                                 | ABC                  | Radio City Music Hall, New York                  |
| 23.    | 22. května 1996                                                    | Eric Braeden/Melody Thomas Scott                                          | CBS                  |                                                  |
| 22.    | 19. května 1995                                                    | Leeza Gibbons/Deidre Hall                                                 | NBC                  |                                                  |
| 21.    | 25. května 1994                                                    | Susan Lucci                                                               | ABC                  |                                                  |
| 20.    | 26. května 1993                                                    | Susan Lucci/Walt Willey                                                   | ABC                  | Marriott Marquis Hotel, New York                 |
| 19.    | 23. června 1992                                                    | Phil Donahue a Susan Lucci                                                | NBC                  |                                                  |
| 18.    | 27. června 1991                                                    | Bob Baker                                                                 | CBS                  |                                                  |
| 17.    | 28. června 1990                                                    |                                                                           | ABC                  | Marriott Marquis Hotel, New York                 |
| 16.    | 29. června 1989 (ceremoniál) 25. června 1989 (Cena Creative Arts)  |                                                                           | NBC                  | Waldorf-Astoria Hotel, New York                  |
| 15.    | 19. června 1988                                                    |                                                                           | CBS                  | Waldorf-Astoria Hotel, New York                  |
| 14.    | 1987                                                               |                                                                           | TBA                  | TBA                                              |
| 13.    | 17. června 1986                                                    |                                                                           | TBA                  | TBA                                              |
| 12.    | 31. července 1985                                                  |                                                                           | CBS                  | TBA                                              |
| 11.    | 27. června 1984                                                    |                                                                           | TBA                  | TBA                                              |
| 10.    | 6. června 1983                                                     |                                                                           | TBA                  | TBA                                              |
| 9.     | 8. června 1982                                                     |                                                                           | TBA                  | TBA                                              |
| 8.     | 21. května 1981                                                    |                                                                           | TBA                  | TBA                                              |
| 7.     | 1980                                                               |                                                                           | TBA                  | TBA                                              |
| 6.     | 1979                                                               |                                                                           | TBA                  | TBA                                              |
| 5.     | 7. června 1978                                                     | Richard Dawson                                                            | ABC                  | TBA                                              |
| 4.     | 12. května 1977                                                    | Peter Mashall, Chuck Woolery, Victoria Wyndham, Jack Gilford, Soupy Sales | NBC                  | Tavern on The Green, New York                    |
| 3.     | 1976                                                               |                                                                           |                      |                                                  |
| 2.     | 15. května 1975                                                    | Monty Hall a Stephanie Edwards                                            | ABC                  | S.S. Dayliner, New York                          |
| 1.     | 28. května 1974                                                    | Barbara Waltersová a Peter Mashal                                         | NBC                  | Rockefeller Plaza, New York                      |